# کلیو-دانائه اوتونیو
کلیو-دانائه اوتونیو (یونانی: Κλειώ Δανάη Οθωναίου؛ زادهٔ ۳۰ سپتامبر ۱۹۷۹) هنرپیشه تئاتر و تلویزیون، نوازنده پیانو، و آهنگساز اهل یونان است. از نقش‌آفرینی‌های او می‌توان به بازی در نمایش مده‌آ به کارگردانی پتر اشتاین اشاره کرد.